# Talschlusshütte
Horská chata Talschlusshütte (italsky Rifugio Fondovalle) se nalézá na konci údolí Fischleintal v Sextenských Dolomitech v nadmořské výšce 1550 m.

## Přístup
Nenáročná túra k chatě začíná na parkovišti u chaty Fischleinbodenhütte, ke které se dostanete z centra městečka Sexten autobusem nebo autem.
Odtud se dojde k chatě po široké turistické stezce č. 102 za cca 30 minut. Od chaty je výhled na majestátní vrcholy Sextenských Dolomit, jako jsou Dreischusterspitze nebo Einserkofel.